# Hospital (Costa Rica)
Hospital es el distrito tercero del cantón de San José en la provincia homónima. El distrito se encuentra en su totalidad contenido dentro de los límites de la ciudad de San José. 
El distrito incluye algunos de los mayores atractivos turísticos de la ciudad, entre los que se destacan El Parque Central, el Teatro Popular Melico Salazar, el parque La Merced, la Iglesia de Nuestra Señora de La Merced, el Mercado de Mayoreo y los cementerios Obrero, Calvo, Judío, General y de Extranjeros.

## Toponimia
Este distrito surgió a la vera del Hospital San Juan de Dios, el más antiguo e importante del país. Además, en la actualidad contiene otros dos nosocomios de vital importancia: el Hospital de Niños Carlos Sáenz Herra y el Hospital Geriátrico Raúl Blanco Cervantes.

## Ubicación
El distrito de Hospital es el único distrito del cantón central de San José que se encuentra rodeado completamente por otros distritos. Sus límites son:
- Norte: Distrito de Merced.
- Sur: Distritos de Hatillo y San Sebastián.
- Este: Distrito de Catedral
- Oeste: Distrito de Mata Redonda

## Geografía
Hospital cuenta con un área de 3,32 km² y una altitud media de 1160 m s. n. m.

## Demografía
Para el año 2022, Hospital cuenta con una población estimada de 25 619 habitantes, y para el último censo efectuado, en 2011, Hospital contaba con una población de 19 270 habitantes.
Según el censo de 2011, 3902 habitantes del distrito Hospital fueron nacidos en otro país (un 20.2 % del total de la población distrital), una reducción en comparación con las cifras del censo del año 2000, las cuales señalaban 4445 personas nacidas en el extranjero. Un 85 % de estos indicados reportaron haber nacido en Nicaragua. Los países más señalados por los residentes del distrito como país de procedencia se muestran a continuación a continuación.
| País de Nacimiento       | Total 2000 | % Extranj. | Total 2011 | % Extranj. |
| ------------------------ | ---------- | ---------- | ---------- | ---------- |
| Nicaragua                | 3.786      | 85,2       | 3.346      | 85,8       |
| Colombia                 | 67         | 1,5        | 159        | 4,1        |
| El Salvador              | 119        | 2,7        | 88         | 2,3        |
| Panamá                   | 57         | 1,3        | 31         | 0,8        |
| República Dominicana     | 18         | 0,4        | 29         | 0,7        |
| Nacidos en el Extranjero | 4.445      | 100,0      | 3.902      | 100,0      |

## Transporte

### Carreteras
Al distrito lo atraviesan las siguientes rutas nacionales de carretera:
- Ruta nacional 1
- Ruta nacional 2
- Ruta nacional 27
- Ruta nacional 110
- Ruta nacional 167
- Ruta nacional 176
- Ruta nacional 213
- Ruta nacional 214
- Ruta nacional 215

### Ferrocarril
El Tren Interurbano administrado por el Instituto Costarricense de Ferrocarriles, atraviesa este distrito.

## Concejo de distrito
El Concejo de distrito de Hospital vigila la actividad municipal y colabora con los respectivos distritos de su cantón. También está llamado a canalizar las necesidades y los intereses comunales, por medio de la presentación de proyectos específicos ante el Concejo municipal. La presidenta del Concejo del distrito es la síndica propietaria de Alianza por San José, Tatiana Obregón Saborío. El concejo del distrito se integra por:
| #                       | Partido                     | Nombre                          |
| Síndico propietario     | Síndico propietario         | Síndico propietario             |
| ----------------------- | --------------------------- | ------------------------------- |
| 1                       | Alianza por San José        | Tatiana Obregón Saborío         |
| Síndico suplente        |                             |                                 |
| 2                       | Alianza por San José        | Gabriel Tenorio Gutiérrez       |
| Concejales propietarios |                             |                                 |
| 3                       | Alianza por San José        | Melissa María Cervantes Quesada |
| 4                       | Alianza por San José        | Alexander Morales Matamoros     |
| 5                       | Partido Liberación Nacional | Alberto González Pacheco        |
| 6                       | Partido Liberación Nacional | Dina Moscovitz Alvarado         |
| Concejales suplentes    |                             |                                 |
| 7                       | Alianza por San José        | Marjorie Ortega Morales         |
| 8                       | Alianza por San José        | Josué Morales Matamoros         |
| 9                       | Partido Liberación Nacional | Alvin Rojas Delgado             |
| 10                      | Partido Liberación Nacional | Ana Virginia Pérez Agüero       |

## Barrios

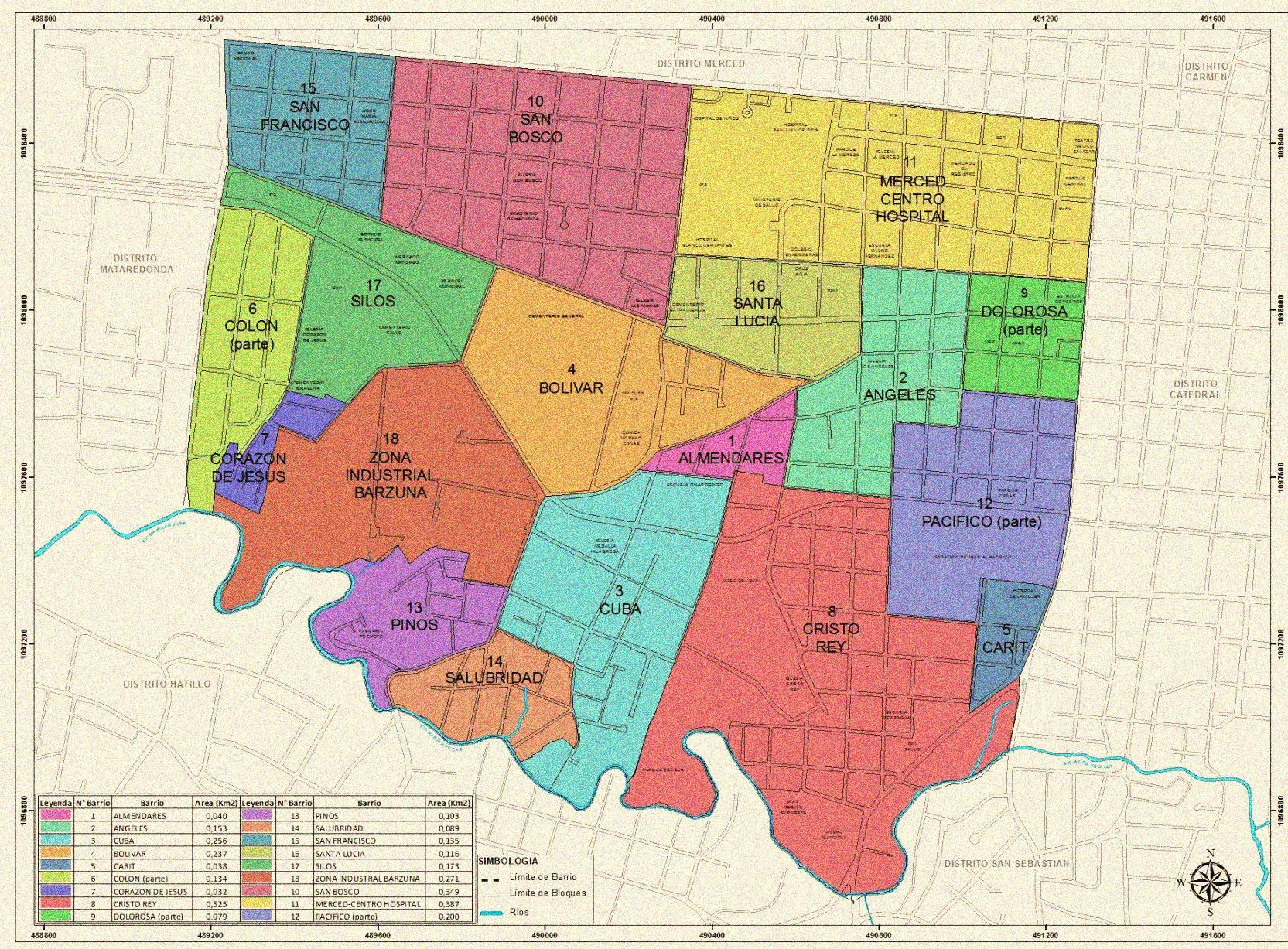
Mapa de Hospital

El distrito Hospital está conformado por los siguientes 16 barrios:
- Almendares
- Ángeles
- Cuba
- Bolívar
- Carit
- Colón
- Corazón de Jesús
- Cristo Rey
- Dolorosa
- Merced
- Pacífico
- Pinos
- Salubridad
- Don Bosco
- San Francisco
- Santa Lucía
- Silo

## Arquitectura
La primera sala de cine del país específicamente para este uso, se ubicó en este distrito, el Teatro Gran Palace, de arquitectura art decó y diseñado por el arquitecto alemán Paul Ehrenberg, con una capacidad para mil quinientos espectadores. Contaba con mobiliario importado y aire acondicionado. La sala se estrenó el 14 de noviembre de 1935 con la película Love me forever con la actuación de Grace Moore.

## Instituciones
En territorio de Hospital se ubican diversas instituciones de gran importancia para la vida del país:
- Hospital San Juan de Dios
- Hospital Nacional de Niños Dr. Carlos Herrera Sáenz
- Hospital Nacional de Geriatría y Gerontología Dr. Raúl Blanco Cervantes
- Hospital de la Mujer Dr. Adolfo Carit Eva
- Hospital Clínica Bíblica
- Ministerio de Hacienda
- Ministerio de Salud Archivado el 8 de febrero de 2022 en Wayback Machine.
- Junta de Protección Social
- Municipalidad de San José
- Dirección de Inteligencia y Seguridad
- Instituto Costarricense de Ferrocarriles
- Consejo Nacional de Producción